# Академия (футбольный клуб, Тольятти)
«Академия» — российский футбольный клуб из Тольятти, основан в 1991 году.

## История
Основан в 1991 году как «Лада» Димитровград. В 1997—1998 годах — «Лада-Град», в 1999 — «Лада-Симбирск». В 2000 году клуб объединился с командой «Энергия» Ульяновск под названием «Лада-Энергия». В 2003—2007 годах назывался «Лада-СОК» и «Крылья Советов-СОК». После сезона 2007 года игроки и тренерский состав перешли в новообразованный ФК «Тольятти», а в начале 2010 года произошло объединение с ФК «Тольятти», и команда окончательно перебазировалась в Самарскую область. Все футболисты ФК «Академия» проходили подготовку в футбольном центре Академия футбола имени Юрия Коноплёва.
До 2010 года команда представляла Димитровград. В 2013 году клуб и академия Коноплёва вошли в структуру самарских «Крыльев Советов». В 2015 году клуб был возрождён через объединение с молодёжной командой ФК «Лада-Тольятти», получив название «Академия-Лада-М», и с сезона-2015 выступает в третьем дивизионе МФС «Приволжье».

## Прежние названия
- 1991—1997 — «Лада» (Димитровград)
- 1997—1998 — «Лада-Град» (Димитровград)
- 1999 — «Лада-Симбирск» (Димитровград)
- 2000—2002 — «Лада-Энергия» (Димитровград)
- 2003—2005 — «Лада-СОК» (Димитровград)
- 2006—2007 — «Крылья Советов-СОК» (Димитровград)
- 2008—2009 — «Академия» (Димитровград)
- 2010—2013 — «Академия» (Тольятти)
- 2015—2017 — «Академия-Лада-М» (Тольятти)
- с 2018 — «Академия» (Тольятти)

## Цвета клуба
| Синий | Белый |

## Статистика выступлений
| Сезон   | Лига                               | Лига                               | Место    | Кубок | Примечания                                                               |
| ------- | ---------------------------------- | ---------------------------------- | -------- | ----- | ------------------------------------------------------------------------ |
| 1992    | Первая лига, зона «Центр»          | Первая лига, зона «Центр»          | 14 из 18 | 1/128 |                                                                          |
| 1993    | Первая лига, зона «Центр»          | Первая лига, зона «Центр»          | 9 из 20  | 1/128 | Вылет во Вторую лигу                                                     |
| 1994    | Вторая лига, зона «Центр»          | Вторая лига, зона «Центр»          | 6 из 17  | 1/256 |                                                                          |
| 1995    | Вторая лига, зона «Центр»          | Вторая лига, зона «Центр»          | из 21    | 1/16  |                                                                          |
| 1996    | Вторая лига, зона «Центр»          | Вторая лига, зона «Центр»          | из 22    | 1/128 | Выход в Первую лигу                                                      |
| 1997    | Первая лига/ Первый дивизион       | Первая лига/ Первый дивизион       | 6 из 22  | 1/16  |                                                                          |
| 1998    | Первая лига/ Первый дивизион       | Первая лига/ Первый дивизион       | 6 из 22  | 1/16  |                                                                          |
| 1999    | Первая лига/ Первый дивизион       | Первая лига/ Первый дивизион       | 20 из 22 | 1/32  | Вылет во Второй дивизион                                                 |
| 2000    | Второй дивизион                    | зона «Поволжье»                    | 9 из 18  | 1/256 |                                                                          |
| 2001    | Второй дивизион                    | зона «Поволжье»                    | 7 из 18  | 1/128 |                                                                          |
| 2002    | Второй дивизион                    | зона «Поволжье»                    | 8 из 16  | 1/256 |                                                                          |
| 2003    | Второй дивизион                    | зона «Урал-Поволжье»               | 12 из 20 | 1/512 |                                                                          |
| 2004    | Второй дивизион                    | зона «Урал-Поволжье»               | 18 из 19 | 1/512 |                                                                          |
| 2005    | Второй дивизион                    | зона «Урал-Поволжье»               | 15 из 19 | 1/256 |                                                                          |
| 2006    | Второй дивизион                    | зона «Урал-Поволжье»               | 13 из 13 | 1/256 |                                                                          |
| 2007    | Второй дивизион                    | зона «Урал-Поволжье»               | 6 из 14  | 1/256 |                                                                          |
| 2008    | Второй дивизион                    | зона «Урал-Поволжье»               | 18 из 18 | 1/256 |                                                                          |
| 2009    | Второй дивизион                    | зона «Урал-Поволжье»               | 16 из 16 | 1/256 |                                                                          |
| 2010    | Второй дивизион                    | зона «Урал-Поволжье»               | 8 из 14  | 1/256 |                                                                          |
| 2011/12 | Второй дивизион                    | зона «Урал-Поволжье»               | 4 из 14  | 1/256 |                                                                          |
| 2012/13 | Второй дивизион                    | зона «Урал-Поволжье»               | 14 из 15 | 1/256 | Снялся после зимней паузы. Расформирован                                 |
| 2015    | III дивизион, зона МФС «Приволжье» | III дивизион, зона МФС «Приволжье» | 12 из 12 | —     | Любительский уровень (в 2018 и 2019 как «Академия Коноплёва» Приморский) |
| 2016    | III дивизион, зона МФС «Приволжье» | III дивизион, зона МФС «Приволжье» | 10 из 11 | —     | Любительский уровень (в 2018 и 2019 как «Академия Коноплёва» Приморский) |
| 2017    | III дивизион, зона МФС «Приволжье» | III дивизион, зона МФС «Приволжье» | 9 из 12  | —     | Любительский уровень (в 2018 и 2019 как «Академия Коноплёва» Приморский) |
| 2018    | III дивизион, зона МФС «Приволжье» | III дивизион, зона МФС «Приволжье» | 11 из 12 | —     | Любительский уровень (в 2018 и 2019 как «Академия Коноплёва» Приморский) |
| 2019    | III дивизион, зона МФС «Приволжье» | III дивизион, зона МФС «Приволжье» | 13 из 15 | —     | Любительский уровень (в 2018 и 2019 как «Академия Коноплёва» Приморский) |

Вторая команда клуба принимала участие в третьем дивизионе МФС «Приволжье»: в 2000 и 2001 годах — под названием «Лада-Энергия» Ульяновск и «Лада-Энергия-2» Димитровград (в эти годы в структуру клуба в качестве второй команды под этими названиями входил ФК «Энергия» Ульяновск), в 2010—2012 годах — под названием «Академия-д» (Тольятти).